# Nový Rychnov
Nový Rychnov (in tedesco Neureichenau) è un comune mercato della Repubblica Ceca facente parte del distretto di Pelhřimov, nella regione di Vysočina.